# شیکاگو (مجله)
شیکاگو یک مجله ماهانه است که توسط انتشارات Tribune منتشر شده‌است. این مجله به بررسی پیرامون شیوه زندگی و علایق انسان‌ها و همچنین به بررسی رستوران‌ها، سفرها، مد و تئاتر از شیکاگو می‌پردازد. تیراژ آن در سال ۲۰۰۴ تعداد ۱۶۵٬۰۰۰، بیشتر از تعداد جمعیت مردم در بازار است. همچنین در سال ۲۰۰۴، این مجله جایزه مجله ملی را برای تعالی عمومی مردم دریافت کرد. این مجله عضو انجمن مجله شهر و منطقه ای (CRMA) است.

## تاریخ
در نیمه دوم قرن بیستم، چندین مجله نام شیکاگو را روی مجله خود گذاشتند. مجله شیکاگو دارای طولانی‌ترین سابقه است. در سال ۱۹۵۲ به عنوان راهنمای ماهانه WFMT تأسیس شد و به‌عنوان راهنمای برنامه ایستگاه رادیویی کلاسیک WFMT تأسیس شد.
از اکتبر ۱۹۷۰، راهنمای WFMT شروع به پذیرش تبلیغات کرد.
راهنمای WFMT با شماره دسامبر ۱۹۷۰ نام خود را به راهنمای شیکاگو تغییر داد و به یک مجله با اندازه بزرگ‌تر تبدیل شد.
دو مجله دیگر با عنوان مجله شیکاگو بین دهه‌های ۱۹۵۰ و ۱۹۷۰ وجود داشته‌است. یکی از آنها توسط سردبیر مؤسس موریس انگلیسی از ۱۹۵۴ تا (۱۹۵۷ یا ۱۹۵۸) منتشر شده‌است. نسخه دیگر مجله یک فصل‌نامه بود که از سال ۱۹۶۴ تا ۱۹۷۳ توسط بنیاد نیو شیکاگو منتشر شد که از سال ۱۹۷۱ تا ۱۹۷۳ ریچارد پی. فریزبی به عنوان سردبیر آن بود. (شروع در اواخر سال ۱۹۷۳). مجله شیکاگو که قبلاً با نام شیکاگو بنیاد منتشر شده بود نام خود را به Chicagoan تغییر، و توسط دو زوج جان اندرسون و ابرا شاگردی WILKIN منتشر شد، سپس ریچارد کریستیانسن که مدتی سردبیر آن بود، و با نام و قالب جدید خود در سپتامبر ۱۹۷۳ به آن را به دکه روزنامه‌ها رساند. Chicagoan در بهار ۱۹۷۴ به شرکت کتاب ملی و اس. ویلیام پاتیس فروخته شد و پاتیس پس از تبدیل به Chicagoan در سپتامبر سال ۱۹۷۴ به راهنمای شیکاگو فروخته شد. تیراژ این دو مجله با شماره نوامبر ۱۹۷۴ راهنمای شیکاگو همراه شد.
مجله شیکاگو راهنما در آغاز سال ۱۹۷۵ به مجله شیکاگو تغییر نام داد.
در سال ۱۹۸۱، شیکاگو جایزه نلسون آلگرن را معرفی کرد، یک مسابقه داستان کوتاه که این مجله بعداً قبل از انتخاب آن توسط روزنامه شیکاگو تریبون رها کرد.
در دسامبر ۱۹۸۶، انجمن تلویزیونی آموزشی شیکاگو، که دارای WFMT و WTTW بود، اعلام کرد که این مجله را با هزینه ۱۷ میلیون دلار به سرمایه‌گذاری مشترکی که توسط مجله متروپولیتن دیترویت و ارتباطات آدامز ایجاد شده‌است، می‌فروشد. این توافق‌نامه در ژانویه ۱۹۸۷ بسته شد. ارتباطات لندمارک این مجله را در سال ۱۹۹۰ خریداری کرد. پری‌مدیا این مجله را در سال ۱۹۹۵ خریداری کرد. تریبون این مجله را از پری‌مدیا در سال ۲۰۰۲ خریداری کرد.
مجله شیکاگو اعلام کرده‌است که قصد دارد ۵۰ سالگی خود را در سال ۲۰۲۰ جشن بگیرد.

## کارمندان
اولین ویراستار مجله شیکاگو آلن کلسون بود که پیش از این در سال ۱۹۶۸ به عنوان سردبیر راهنمای WFMT معرفی شده بود. بعداً کلسون سردبیر و سپس ناشر شد.
در سال ۱۹۸۴، دون گلد، سردبیر سابق مجله Playboy، در موقعیت جدیدی که بین سردبیر آلن کلسون و سردبیر جان فینک ایجاد شد، به سرمقاله این مجله تبدیل شد.
از سال ۱۹۸۶ تا ۱۹۹۱ هیلل لوین به عنوان سردبیر مجله فعالیت داشت. وی در اوایل سال ۱۹۹۱ برای پیوستن به سایر سرمایه گذاران در خرید یک گروه رسانه ای مستقر در میامی و کارائیب ترک کرد. جانشین لوین توسط ریچارد بابکوک بود که تا آن زمان دستیار سردبیر مجله روپرت مردوک در نیویورک بود.
در آوریل ۲۰۰۹، این مجله سردبیر ادبیات دیرینه کریستین نیومن را برپا کرد.
در دسامبر ۲۰۰۹، اعلام شد که دنیس ری ویتون ، منتقد رستوران شیکاگو، سمت خود را ترک خواهد کرد و جف روبی او را جایگزین می‌کند.
در آوریل ۲۰۱۱، ریچارد بابکاک پس از دقیقاً ۲۰ سال از کار، به عنوان سردبیر شیکاگو کناره‌گیری کرد. در اوت سال ۲۰۱۱، این مجله نام بت فنر را به جای بابکوک گذاشت.
در دسامبر سال ۲۰۱۱، سردبیر مجله شیکاگو، شین تریش، پس از گذشت ۱۸ سال با این مجله استعفا داد، پس از آنکه وی برای پست برتر سرمقاله در آنجا منتقل شد.
در سال ۲۰۱۲، مارسیا فرولک کابورن، نویسنده ارشد مجله شیکاگو ، مجله شیکاگو را برای پیوستن به تایم آوت به عنوان یک نویسنده همکاری ترک کرد.
همچنین در سال ۲۰۱۲، سردبیر ارشد مجله شیکاگو ، نورا اودنل، مجله را ترک کرد تا به مجله پلی‌بوی در جنوب کالیفرنیا به عنوان سردبیر ارشد و رئیس تحقیقات پیوست.
در مارس سال ۲۰۱۴، سردبیر شماره ۲ مجله شیکاگو، Cassie Walker Burke، این مجله را ترک کرد تا به عنوان دستیار مدیر ویراستار کرین شیکاگو بیزینس بپیوندد.
در نوامبر ۲۰۱۵، سردبیر ویژگی‌های مجله شیکاگو، دیوید برنشتاین، خریدی را از آن خود کرد و این شرکت را ترک کرد.
در مارس ۲۰۱۶، سردبیر مجله، بث فنر، پس از گذشت بیش از چهار سال از کار اخراج شد و ناشر مجله، تام کنرادی نیز از پست وی حذف شد. در جاهای آنها، سوزانا هومن سردبیر و ناشر معرفی شد.
در اکتبر سال ۲۰۱۷، سردبیر ناهار خوری طولانی مدت مجله، پنی پولاک، بازنشسته شد.